# Brezje pri Oplotnici
Brezje pri Oplotnici je naselje v Občini Oplotnica v vzhodni Sloveniji. Stoji v hribih med Oplotnico in Zrečami. Območje je del tradicionalne pokrajine Spodnje Štajerske. Občina je sedaj vključena v podravsko statistično regijo.
Cerkev na Brinjevi gori jugozahodno od naselja je posvečena Sv. Neži in spada k Župniji Zreče. Zgrajena je bila med letoma 1726 in 1732.